# Jungle Captive
Jungle Captive é um filme estadunidense de 1945, do gênero horror, dirigido por Harold Young, com roteiro de M. Coates Webster e Dwight V. Babcock.
É uma sequência do filme Jungle Woman (1944), por sua vez precedido por Captive Wild Woman (1943).

## Elenco
- Otto Kruger ... sr. Stendahl
- Amelita Ward ... Ann Forrester
- Phil Brown ... Don Young
- Jerome Cowan ... insp. W.L. Harrigan
- Rondo Hatton ... Moloch
- Eddie Acuff ... Bill
- Ernie Adams ... Jim
- Charles Wagenheim ... Fred
- Eddy Chandler ... policial na motocicleta
- Jack Overman ... detetive no laboratório
- Vicky Lane ... Paula Dupree